# بورگاس
شهر بورگاس چهارمین شهر بزرگ کشور بلغارستان پس از شهرهای صوفیه، پلوودیو و وارنا می‌باشد. این شهر مرکز استان بورگاس و و یک شهر مهم از نظر صنعتی، حمل و نقل، فرهنگی و مرکز توریستی محسوب می‌گردد. بر اساس سرشماری انجام شده در سال ۲۰۱۱ این شهر دارای جمعیتی بالغ بر ۲۰۰٫۲۷۱ نفر می‌باشد.